# Thondangi
Thond-angi hay Tond-angi là một mandal thuộc huyện East Godavari, bang Andhra Pradesh, Ấn Độ.